# Chanchamayo (provincie)
Chanchamayo is een provincie in de regio Junín in Peru. De provincie heeft een oppervlakte van 4.723 km² en telt 204.035 inwoners (2015). De hoofdplaats van de provincie is het district Chanchamayo.

## Bestuurlijke indeling
De provincie Chanchamayo is verdeeld in zes districten, UBIGEO tussen haakjes:
- (120301) Chanchamayo, hoofdplaats van de provincie
- (120302) Perené
- (120303) Pichanaqui
- (120304) San Luis de Shuaro
- (120305) San Ramón
- (120306) Vitoc

Chanchamayo · Chupaca · Concepción · Huancayo · Jauja · Junín · Satipo · Tarma · Yauli